# Marguerite Martyn
Marguerite Martyn (26 septembre 1878 - 17 avril 1948) est une journaliste et artiste américaine pour le St. Louis Post-Dispatch au début du XXe siècle. Elle est remarquée autant pour ses croquis publiés que pour ses reportages.

## Vie privée
Marguerite Martyn est née le 26 septembre 1878. Elle est la fille de William E. Martyn, et de Fanny Plumb de Springfield, Missouri, dont la famille est dans cette ville depuis quatre générations. William et Fanny se marient en 1877. La famille Martyn vit à Portland, Oregon, pendant les premières années de la vie de Marguerite, et son père, un Virginien, y meurt à l'âge de 30 ans alors qu'il est surintendant du St. Louis-San Francisco Railway. Sa mère a ensuite étudié la télégraphie et est employée par la même compagnie,,. Quand Marguerite a 17 ans, la famille retourne à Springfield et la jeune femme s'inscrit à un programme d'arts à Washington University à St. Louis.
Martyn a deux frères, William E., décédé en 1942, et Philip T., décédé en 1959,.
Clair Kenamore, un rédacteur du Post-Dispatch et Martyn se marient dans la maison de ce dernier aux avenues Lake et Bompart à Webster Groves, Missouri, le 17 mai 1913,,.
On a dit dans un journal rival, le St Louis Star : «Cette femme talentueuse a le visage d'une artiste - elle est mince - un peu grande, aux cheveux bruns roux et de beaux yeux bruns. Dire qu'elle est silencieuse ne l'exprime pas - doux est le mot approprié. Elle ne se rende pas compte qu'elle fait une chose d'extraordinaire, ni que la manière habile avec laquelle elle manipule son crayon la classe comme exceptionnellement douée."
Elle prend sa retraite en 1939 et est décédée d'une hémorragie cérébrale dans sa maison de Webster Groves, Lake Avenue 401, le 17 avril 1948. L'inhumation a lieu au cimetière d'Oak Hill à Kirkwood, Missouri.

## Carrière
En 1899, Martyn est étudiante en art. Au cours de l' Exposition universelle de St. Louis de 1904, Martyn dessine une affiche qui, selon elle, serait applicable à la clôture de l'exposition, et elle l'apporte au "Sunday editor" du St. Louis Post-Dispatch. Elle est arrivée trop tard pour être publiée, mais on lui dit de revenir avec d'autres dessins et, en conséquence, on lui offre un emploi d'artiste, poste qu'elle a occupé un an plus tard.

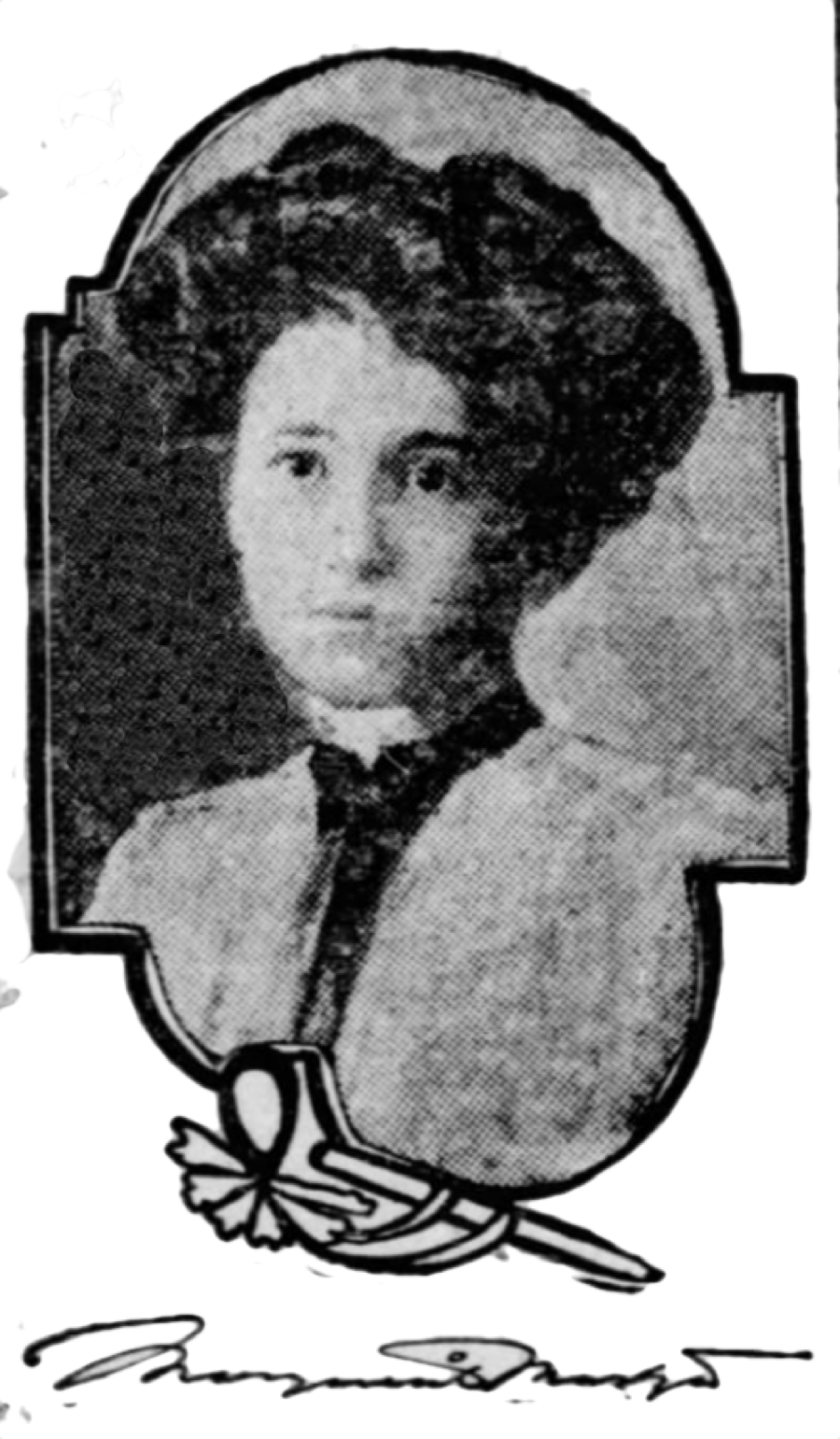
Martyn et sa signature, 1908.

Au début, elle illustre des articles dans le "Sunday magazine" du journal. À un moment donné, le rédacteur en chef du journal lui dit d'aller à Belleville, dans le Missouri, et d'interviewer une femme de marque là-bas, mais elle refuse. L'éditeur insiste et elle revient avec un article qu'elle remet. L'éditeur déclaré qu'il ne pouvait pas être imprimé et il souligne le fait qu'elle a enterré les informations les plus importantes dans le dernier paragraphe. C'est, disait-on, "la première instruction qu'elle ait jamais eue, et elle écrit avec succès depuis",.
La première œuvre avec sa signature est un dessin des spectateurs et des modèles lors d'un congrès de l'Association nationale des couturiers en septembre 1905 à Saint-Louis. Martyn est la seule artiste admise.
En 1908, Martyn et une colocataire, Mlle LB Friend, sont poursuivies sans succès par Samuel Kessler, un «riche fourreur» qui possède leur immeuble au North Sarah Street, qu'ils quittent sans préavis parce que le chauffage de leur unité ne fonctionnait pas. Kessler perd le procès lorsque le juge «Marty» Moore, qui est lui-même monteur de vapeur à un moment donné, interroge le concierge de l'immeuble et constate que l'homme n'a ni le permis d'ingénieur ni les connaissances nécessaires pour justifier la demande du propriétaire.
Dans la nécrologie de Martyn, le Post-Dispatch déclare qu'elle: "a fait une grande variété d'articles, principalement sur des individus, mais dans certains cas descriptifs d'événements publics, tels que les conventions politiques nationales, la course du Kentucky Derby ou la série mondiale du baseball." Elle écrit également sur la mode féminine et le mouvement pour le droit de vote des femmes, "auquel elle s'intéressait avec enthousiasme". D'autres sujets comme la mode masculine, le théâtre, les spectacles équestres et la vie universitaire.
Le style de travail de Martyn, en 1912 au moins, consiste généralement à poser peu de questions, mais ensuite à écouter «si attentivement que l'on se sent poussé à donner l'information désirée». Elle ne prend pas de notes mais pendant l'entretien, elle fait son croquis.
On dit qu'elle dessinait "dans un style léger et parfois fantaisiste" qui est également décrit comme "de type diaphane".

Martyn inclus sa propre image dans certains de ses dessins.

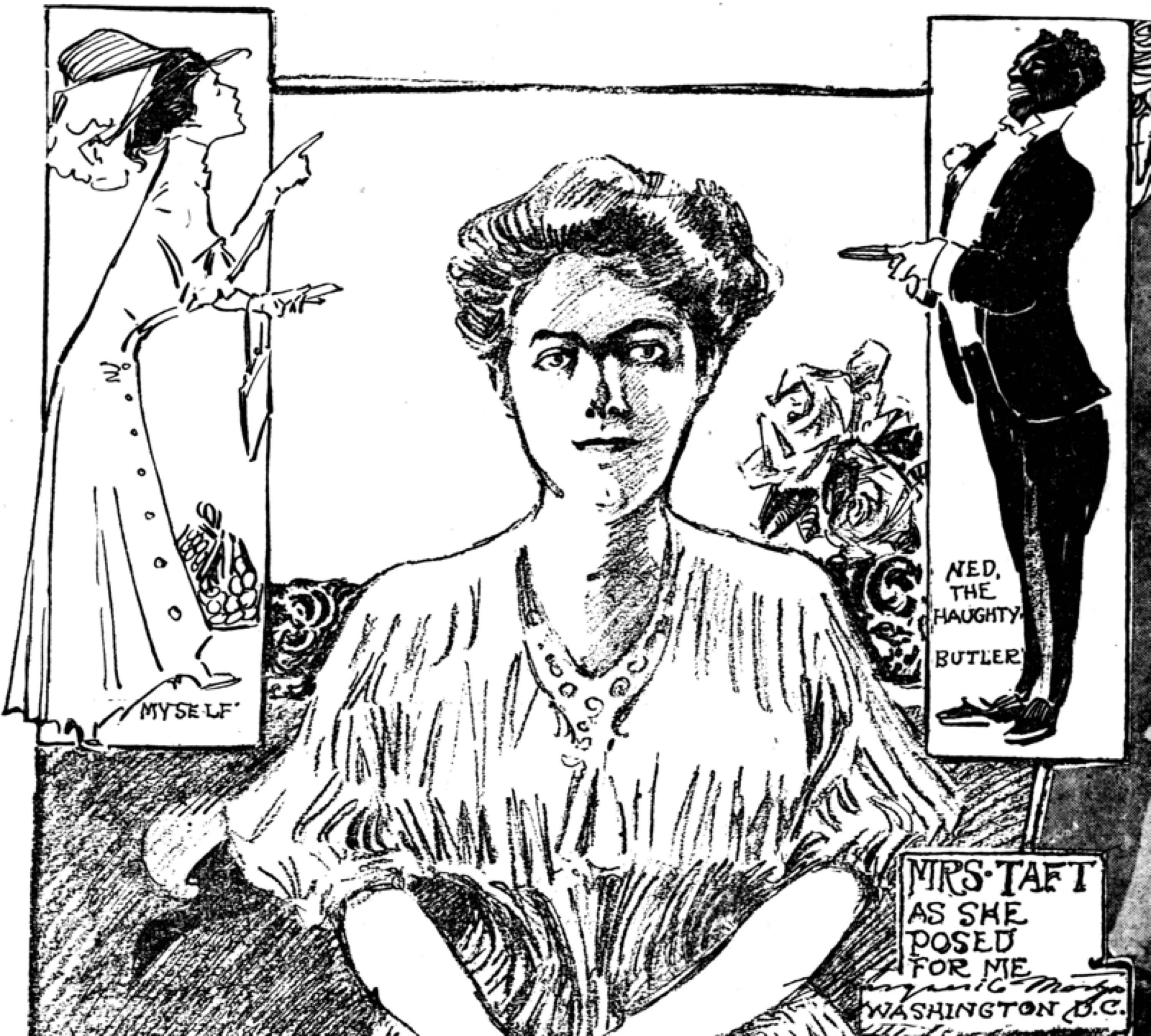
Avec Helen Herron Taft et "Ned, le majordome hautain", 25 juin 1908.
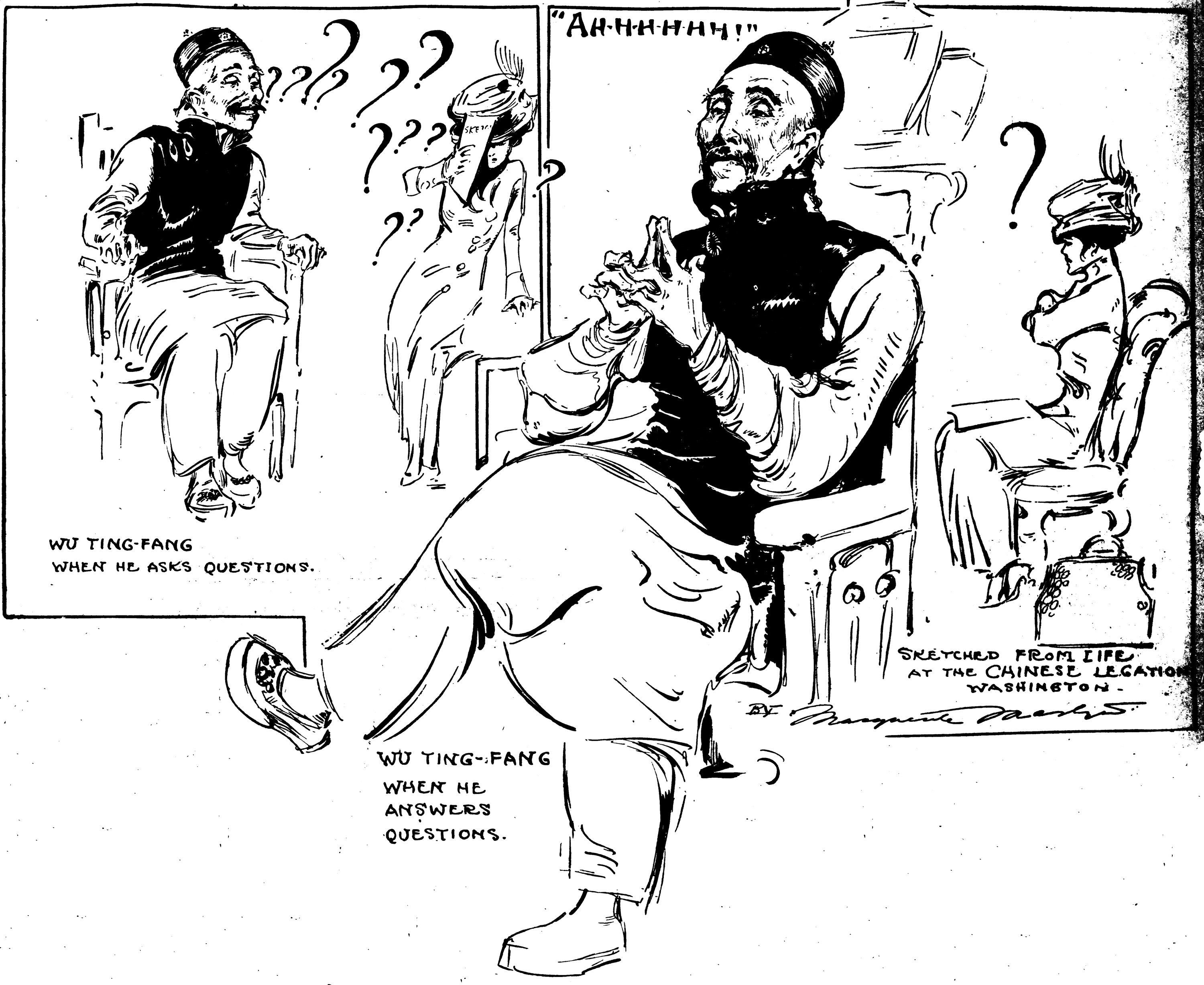
Avec Wu Ting Fang , Diplomate chinois, 24 octobre 1909.
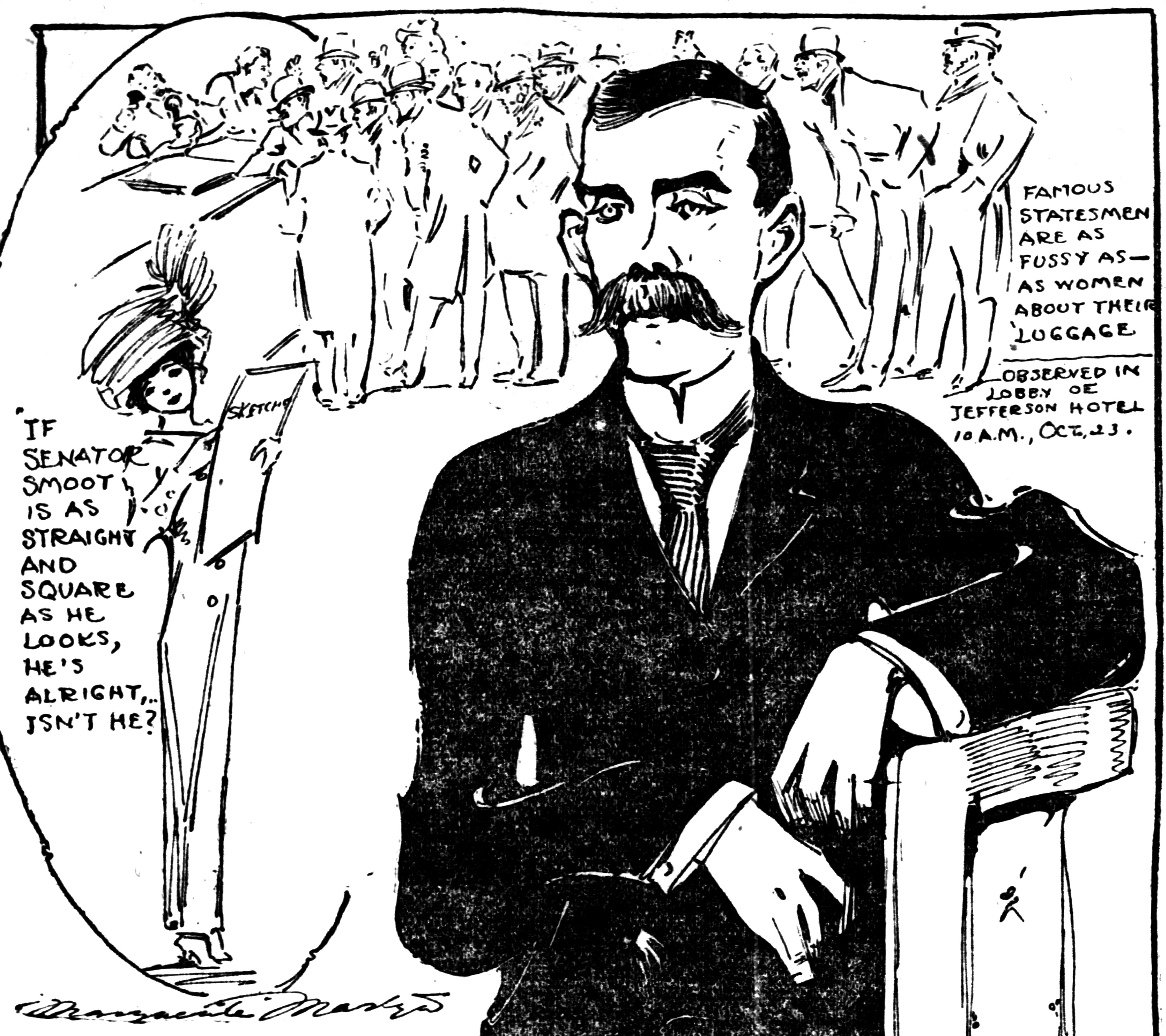
Avec Reed Smoot , Sénateur de l'Utah, 26 octobre 1909.
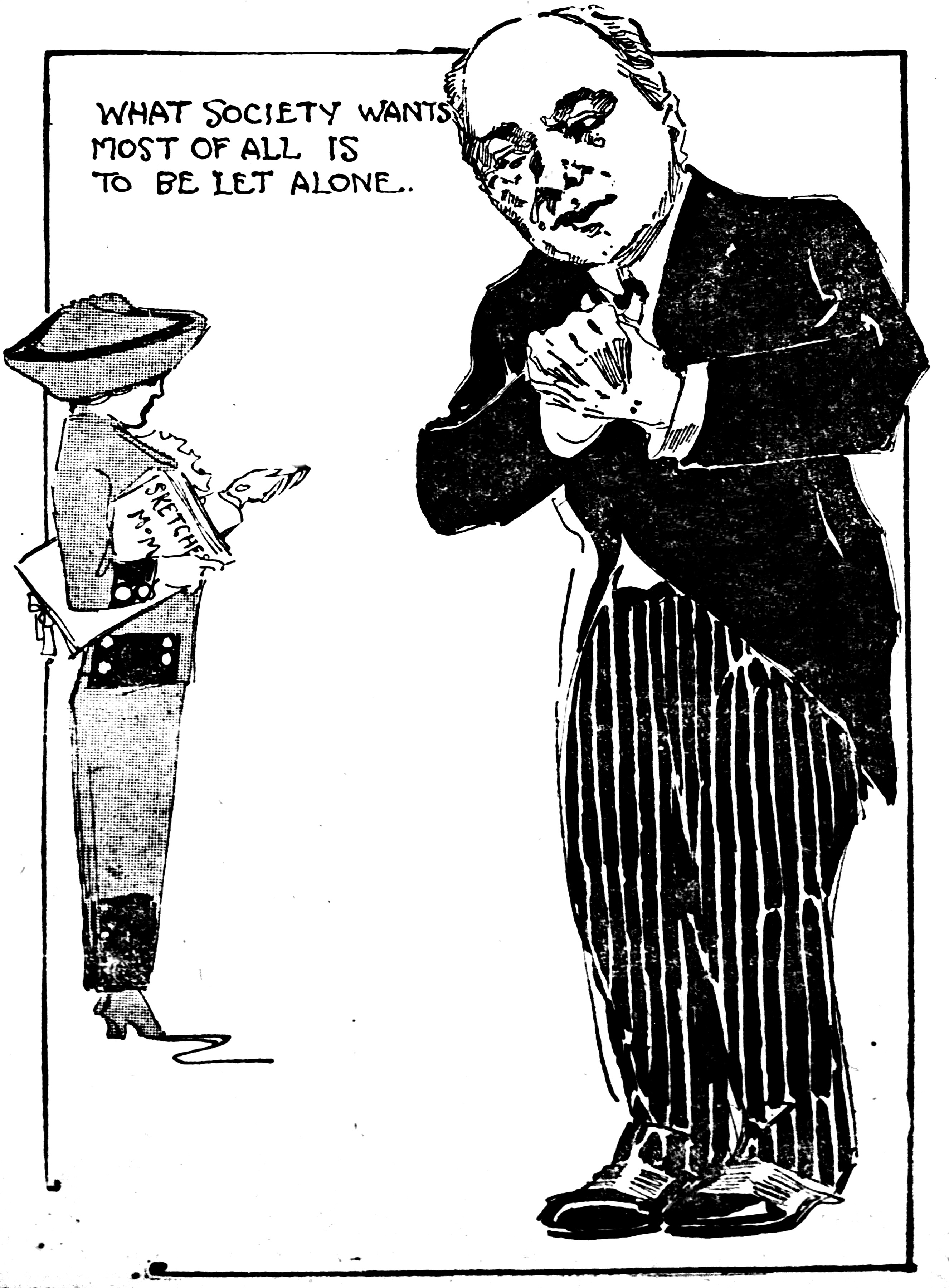
Avec Théophile Papin , arbitre de société, 18 décembre 1910.
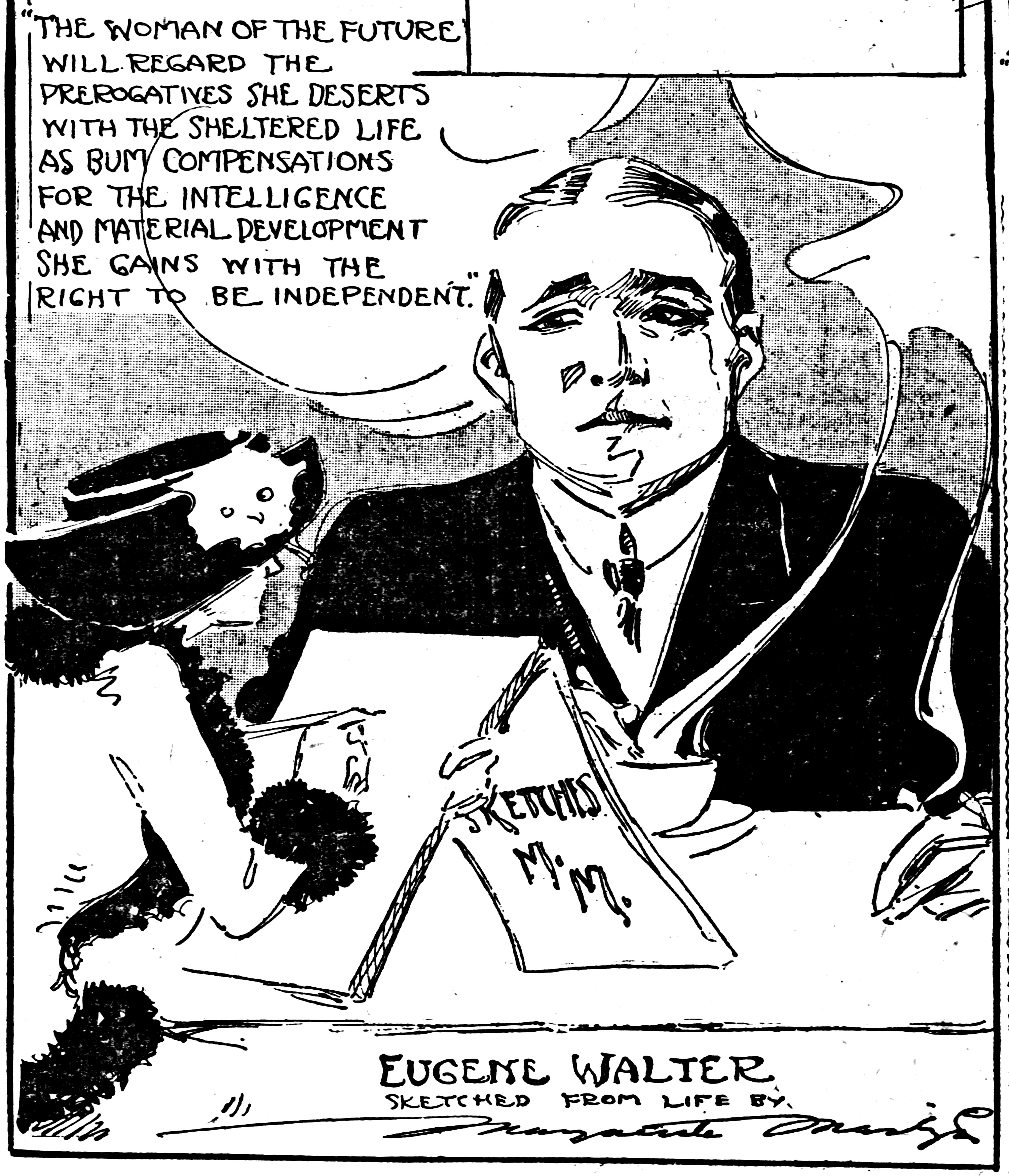
Avec le dramaturge Eugene Walter, le 15 janvier 1911.
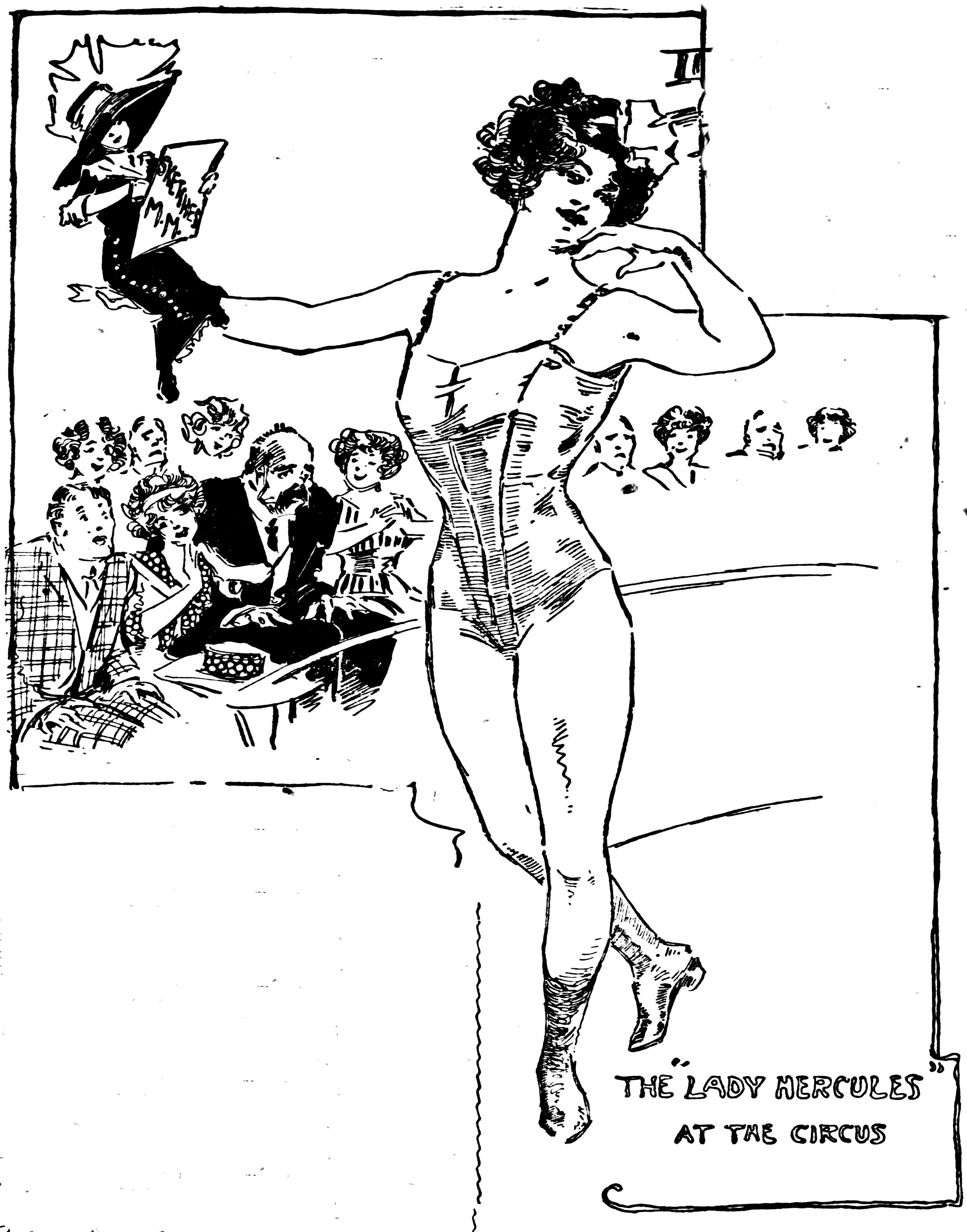
Avec la femme forte Katie Sandwina , 4 juin 1911.
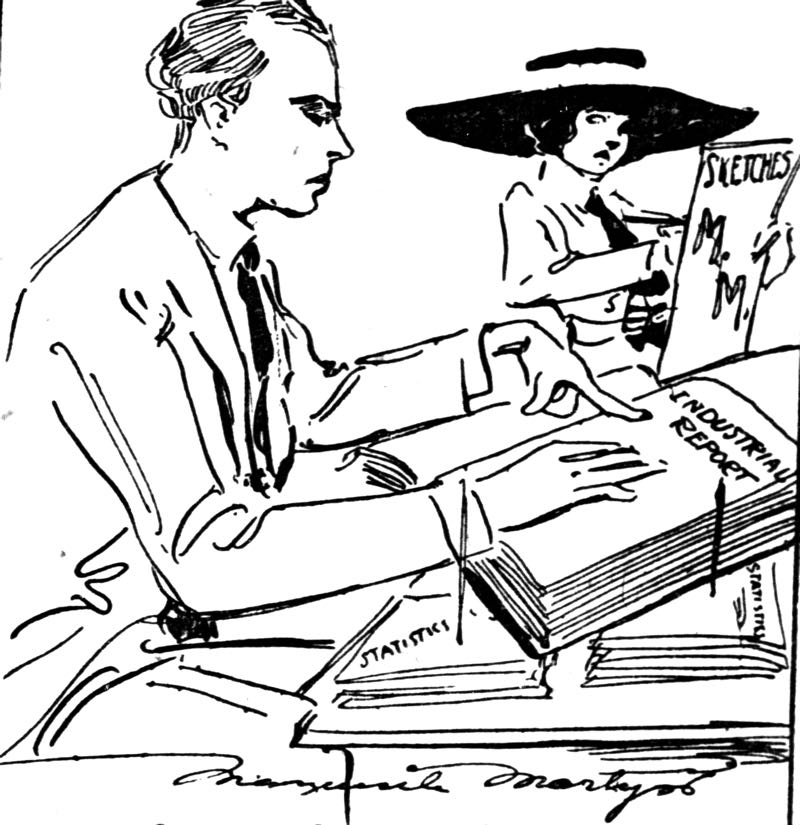
Avec Guilford Glynn, fonctionnaire de la ville, Iola, 13 août 1911.
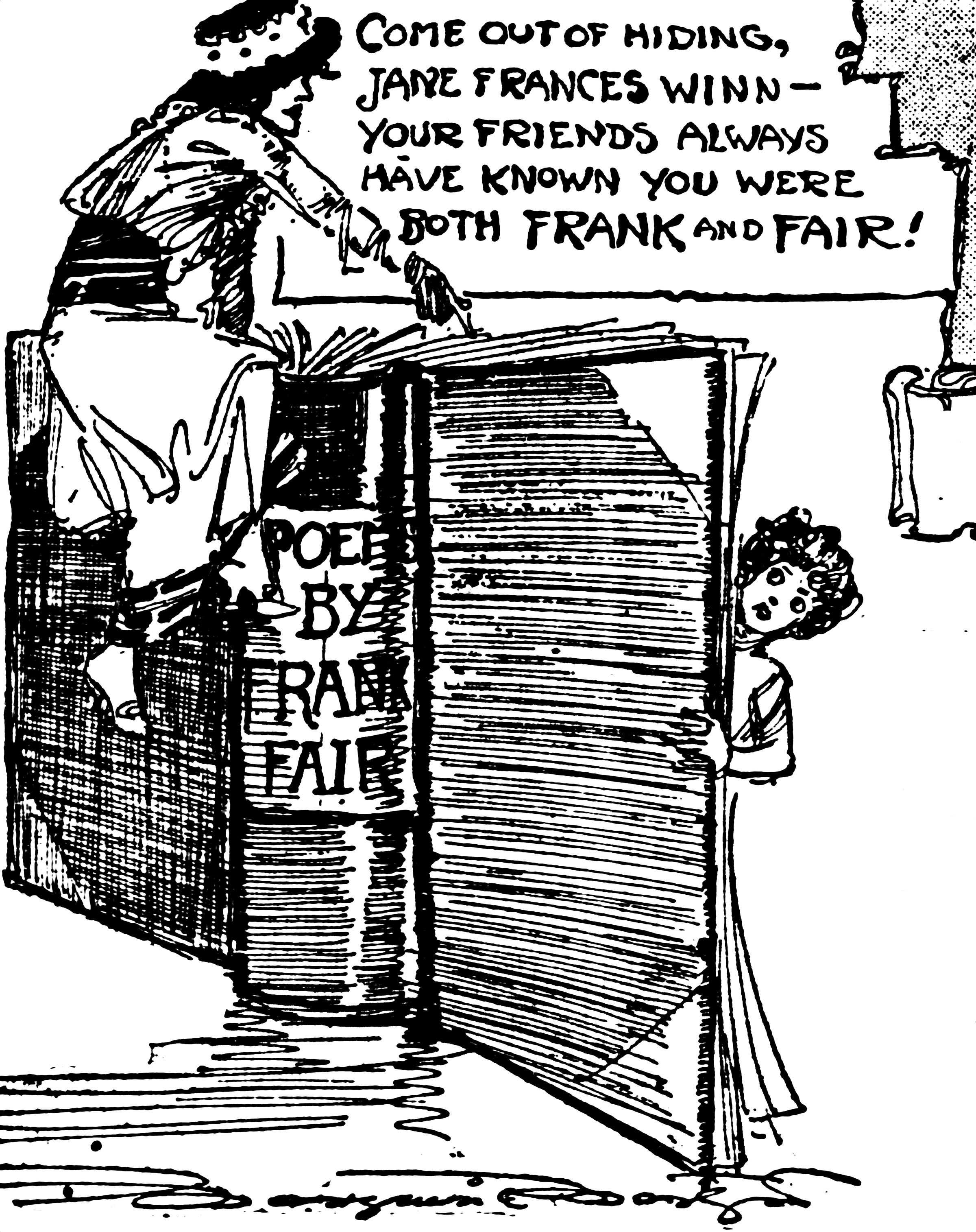
Avec Jane Frances Winn , auteur, 13 août 1914.
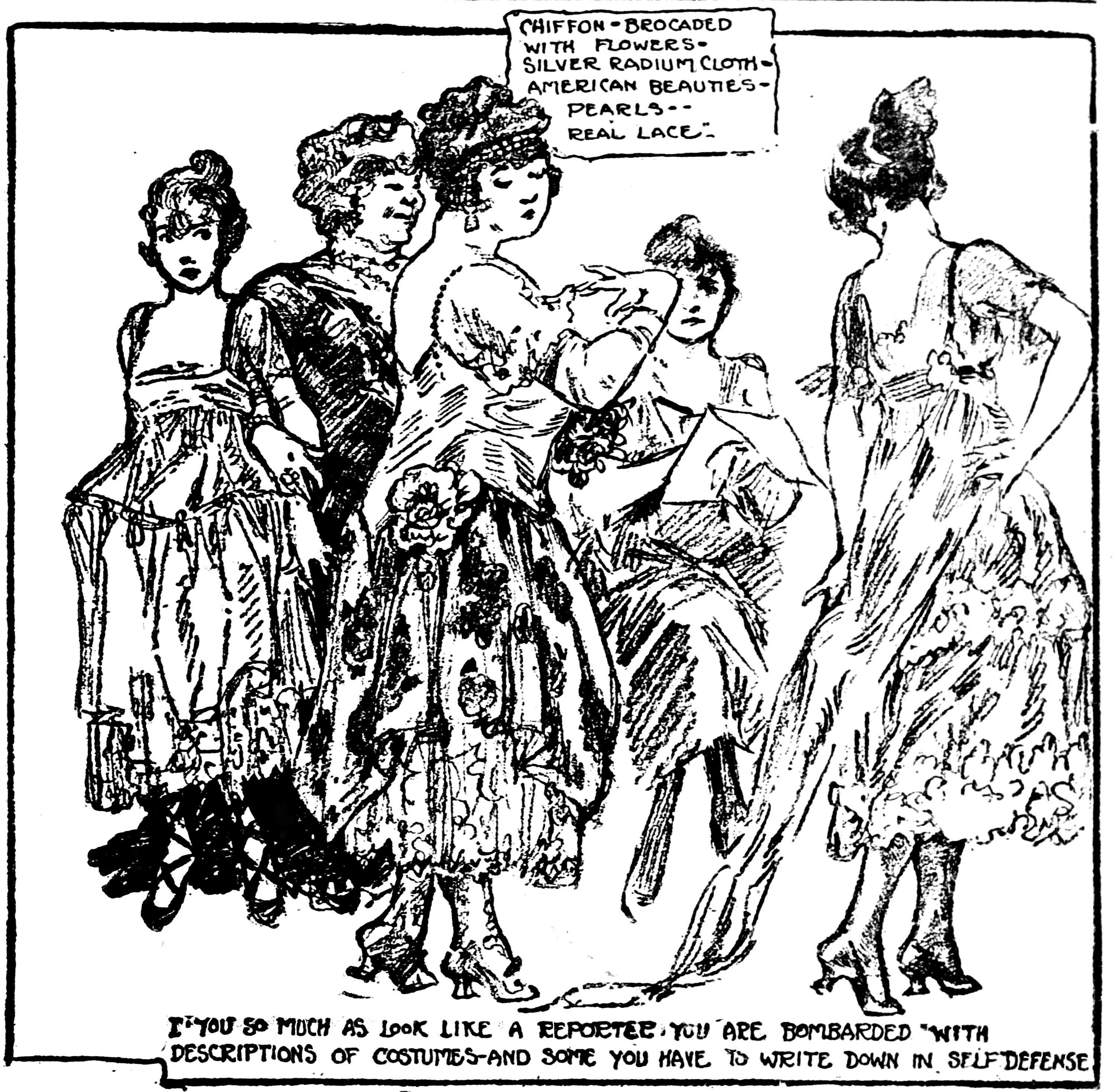
Au Veiled Prophets Ball, 1916.